# Верхнее (озеро, Ребольское сельское поселение)
Ве́рхнее — озеро на территории Ребольского сельского поселения Муезерского района Республики Карелия.

## Общие сведения
Площадь озера — 14,9 км², площадь бассейна — 218 км². Располагается на высоте 191,0 метров над уровнем моря.
Форма озера лопастная. Берега изрезанные, каменисто-песчаные.
В озеро втекают реки Шалимъярви и Печчеярви, несущая воды озёр Печче и Виччаярви. Через озеро также протекает река без названия, берущая начало из озера Палаярви, протекая озеро Кожуль, и впадающая в озеро Колвас.
В озере расположено около двадцати безымянных островов разной площади, однако их количество может варьироваться в зависимости от уровня воды.
Населённые пункты возле озера отсутствуют. Ближайший — деревня Колвасозеро — расположен в 3,5 км к северу от озера. С юго-востока водоёма проходит автодорога местного значения.
Код водного объекта в государственном водном реестре — 01050000111102000010298.